# Tilaka

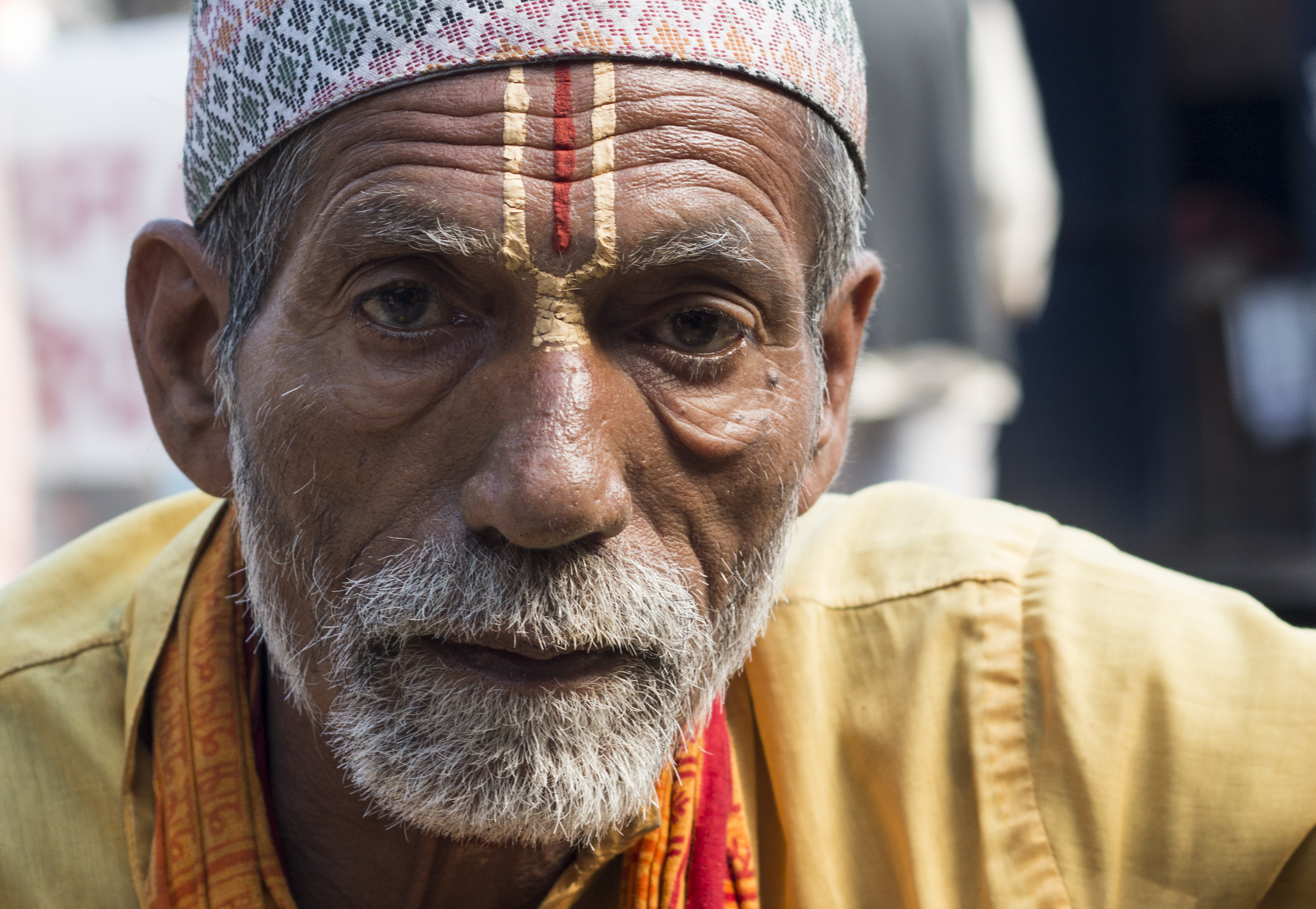
Un hombre hindú con el tilaka vaishnavita.

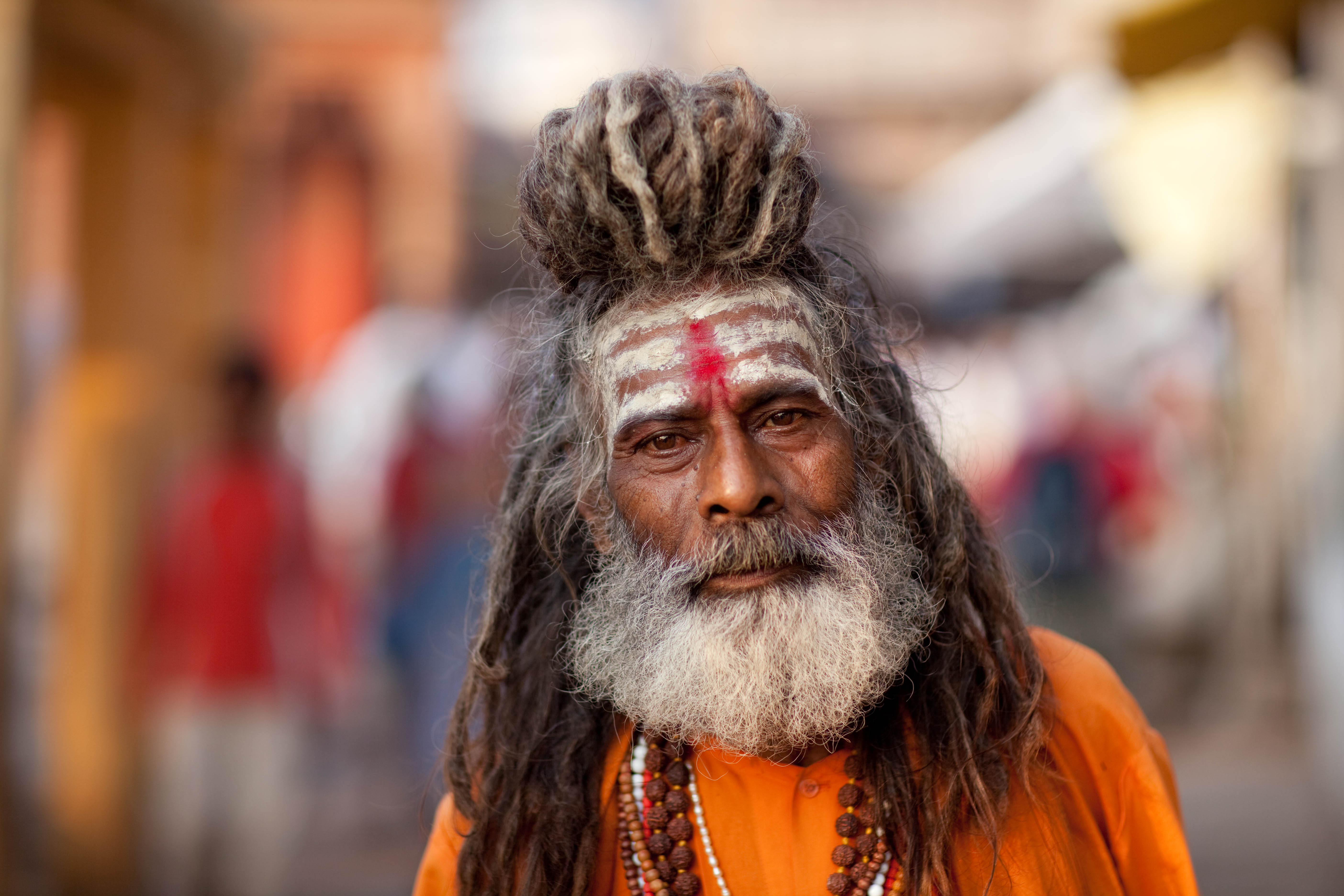
Un hombre hindú con el tilaka tripundra.

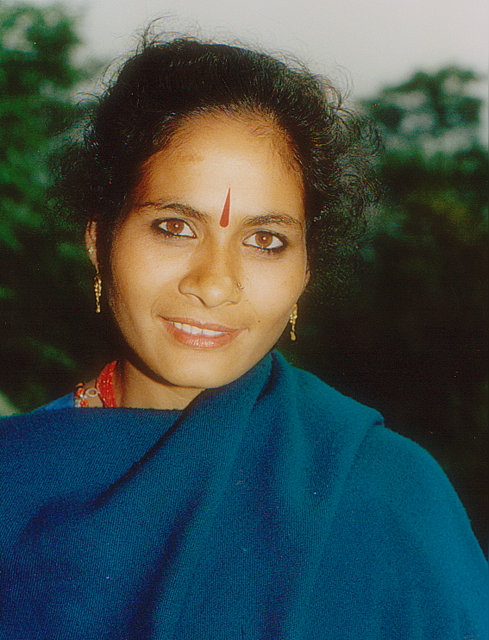
Mujer nepalí con un tilaka en su frente.

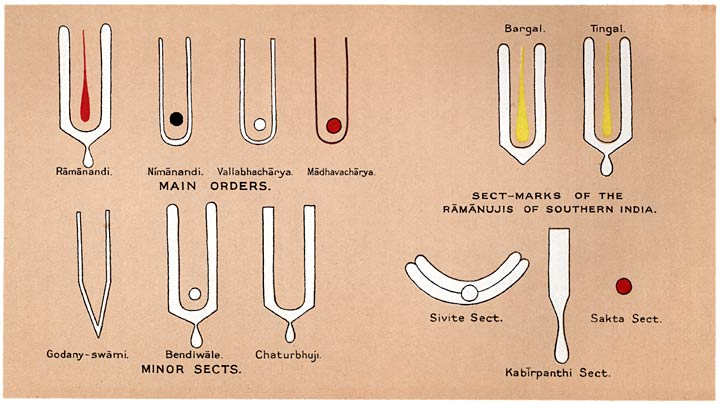
Ejemplos de tilaka y su filiación religiosa.

El tilaka, tikka, tika o tilak, en el hinduismo, es una marca de color usada en la frente y otras partes del cuerpo. El tilaka se puede usar a diario o sólo para ocasiones religiosas especiales, en función de las diferentes costumbres.
Se posiciona en la frente, entre las cejas, en el punto del sexto chakra Ajna o, a veces, en otra parte del cuerpo, como el cuello, la mano, el pecho o el brazo. Se le llama también el tercer ojo o el ojo de la sabiduría. La apertura del tercer ojo facilita la meditación constante, la unidad de la mente consciente y subconsciente y donde los elementos de la dualidad se armonizan en una entidad universal.

## Descripción del tilaka
El tilaka es una marca creada por la aplicación de polvo o pasta en la frente. Existen diferentes variantes. Una de ellas sería la marca vertical usada por los vaishnavitas. El vaisnava tilaka consiste en una larga marca por debajo de la línea del cabello hasta casi el final de la punta de la nariz y se hace tradicionalmente con pasta de sándalo.
La otra variante importante de tilaka es a menudo usado por los seguidores de Shiva y las diferentes formas de Devi Shakti, conocidos como Rudratilaka. También es comúnmente conocido como Tripundra. Se compone de tres bandas horizontales en la frente con una única banda vertical o un círculo en el centro. Se elabora tradicionalmente con ceniza sagrada de sacrificios de fuego, es la variante más antigua de las dos y comparte muchos aspectos comunes con marcas similares usados en todo el mundo.
Los shaktas, adoradores de las diversas formas de la diosa (Deví), llevan un gran punto rojo de kumkuma (bermellón o cúrcuma roja) en la frente.

## Tipos de tilaka
Existen 19 tipos de tilakas:
- Vijayshree
- Bendi tilaka
- Chaturbhuji tilaka
- Vallabh Sampraday Tilak
- Sri Tilaka of Rewasa Gaddi
- Ramacharandas Tilaka
- Srijiwarama ka Tilaka
- Sri Janakraja Kishori Sharan Rasik Aliji ka Tilaka
- Sri Rupkalajee ka Tilaka
- Rupsarasji ka Tilaka
- Ramasakheeji ka Tilaka
- Kamanendu Mani ka Tilaka
- Karunasindhuji ka Tilaka
- Swaminarayana Tilaka
- Nimbarka ka Tilaka
- Madhwa ka Tilaka